# Комиссаров, Гурий Иванович
Гурий Иванович Комиссаров-Вантер (3 октября 1883, село Богатырёво, Ядринский уезд, Казанская губерния — 25 февраля 1969, Санчурск, Кировская область) — основоположник научной чувашской фольклористики, автор трудов по чувашской этнологии, истории и краеведению, писатель, публицист, переводчик, литературовед, языковед, педагог, философ, историк, просветитель.
Владел чувашским, русским, старославянским, башкирским, татарским, латинским и французским языками.
Учителями и соратниками Г. И. Комиссарова были И. Я. Яковлев, Н. В. Никольский, П. М. Миронов, Н. И. Ашмарин, Ф. П. Павлов, И. Е. Ефимов-Тахти, А. И. Матвеева-Нухрат, С. В. Сухарев, К. Ф. Тарасов-Ухик, П. А. Петров-Туринге, И. Н. Антипов-Каратаев.

## Биография
Родился в крестьянской семье. В 1896 г. окончил сельское начальное училище, в 1899 г. — Аликовское двуклассное училище. С 1903 г., по окончании Симбирской чувашской учительской школы, работал учителем в Персирланской начальной школе (Ядринский уезд). В 1905—1906 гг. являлся одним из основателей и руководителей нелегального Союза учителей Ядринского уезда.
В 1906-1908 гг. учился в Уфимской духовной семинарии, одновременно преподавал в воскресной школе. В 1908-1913 гг. — студент арабско-татарского подотделения Казанской духовной академии и вольнослушатель Казанского императорского университета. В этот период исследовал историю и этнографию чувашей, занимался фотосъёмкой и составлением карт.
С 1913 г., после защиты диссертации на соискание учёной степени кандидата богословия, работал помощником инспектора Уфимской духовной семинарии и учителем словесности во 2-й Уфимской (частной) гимназии. Обосновал необходимость создания в Уфе учительской семинарии по образцу Симбирской чувашской учительской школы.
В апреле 1917 г. инициировал и организовал создание Уфимского чувашского национального общества.
В 1917—1918 годах член Всероссийского Поместного Собора как мирянин от Казанской епархии, участвовал в 1-2-й сессиях, секретарь IX и член III, V, XIII, XX отделов.
С 1918 года работал учителем Цивильской женской гимназии, инспектором чувашского отдела при Наркомате по делам национальностей и заведующим Цивильским подотделом переводческо-издательской комиссии. С 1919 года — председатель переводческо-издательской комиссии, а также заведующий учебной частью и секретарь педагогического совета Уфимских 3-годичных педагогических курсов (Приуральского чувашского педагогического техникума); преподавал чувашский язык и литературу, психологию и педагогику. В 1921—1923 годы заведовал Уфимскими трёхгодичными педагогическими курсами; кроме того, преподавал в Башкирском педагогическом техникуме (1921—1925), преподавал психологию и педагогику на двухгодичных татаро-башкирских педагогических курсах и русский язык и литературу в Политехникуме и землеустроительном техникуме. Одновременно работал в губернской музейной комиссии (1920—1923); был нештатным сотрудником Музея Южного Урала (Краеведческого музея), где собрал этнографическую коллекцию по чувашам, включающую многочисленные предметы с вышивкой; был председателем Программно-методической комиссии по школам национальных меньшинств Башкирской АССР (1922—1923).
В 1923—1926 гг. — завуч и преподаватель Приуральского чувашского педагогического техникума в Уфе; организовывал этнографические экспедиции учащихся по сельским населенным пунктам и культурное шефство, руководил хором и литературным кружком имени К. В. Иванова, издавал с учащимися рукописный журнал, ставил спектакли по произведениям К. Иванова, Ф. Павлова, Н. Ефремова и М. Акимова, проводил литературно-вокальные и музыкально-танцевальные вечера.
Одновременно в 1924—1926 годы преподавал в Башсовпартшколе, заведовал секцией краеведения Башнаркомпроса, преподавал курс «История и этнография Башкирии» в Уфимском институте народного образования; с 1925 г. заведовал курсами по подготовке ликвидаторов безграмотности среди чувашей, а также возглавлял Программно-методическую комиссию по политпросвету; в 1925—1926 гг. был председателем секции школьного краеведения Академического центра Наркомпроса Башкирской АССР и членом Программно-методической комиссии по педагогическим учебным заведениям.
В 1926—1931 годы — преподаватель чувашского отделения Восточного педагогического института. Одновременно преподавал в Чувашском педагогическом техникуме в Казани и руководил в нём же литературным кружком и научным кружком чувашеведения; входил в состав чувашской секции Татарской ассоциации пролетарских писателей, а также возглавлял Казанское отделение Московского Общества по изучению чувашской культуры; сотрудничал с чувашским сектором Татарского радиокомитета.
В 1931—1936 гг. преподавал чувашский язык и литературу в Казанском университете, медицинском институте, Институте советского права, Институте советского строительства, чувашский и русский языки — в Казанском финансово-экономическом институте (1933—1936); заведовал межвузовской кафедрой чувашского языка и литературы.
В 1936—1941 годы — преподаватель русского языка и литературы Бауманской районной школы для взрослых; одновременно преподавал в Казанском педагогическом институте, Институте повышения квалификации инженерно-технических работников Наркомата местной промышленности ТАССР, в школах фабрично-заводского ученичества, медицинском институте, химико-технологическом институте, техникуме водного транспорта. В 1939 г. — методист кабинета чувашского языка и литературы Института усовершенствования учителей ТАССР.
В 1941—1942 годы — учитель средней школы № 80 города Казани; преподаватель медицинского училища.
В 1942 года переехал в город Санчурск Кировской области (на родину жены); преподавал русский язык и литературу, латинский язык в Санчурской фармацевтической школе, в 1946—1957 гг. — в фельдшерско-акушерской школе.
В 1957 году вышел на пенсию.

## Память
Похоронен в городе Санчурск.
В музее Чувашской воскресной школы им. П. М. Миронова Кировского района г. Уфы работает экспозиция, посвященная деятельности Г. И. Комиссарова.

## Сочинения
- Автобиография; История чувашской письменности и литературы // НА ЧГИГН. Отд. 1. Ед. хр. 490, 496; Отд. 2. Ед. хр. 62.
- Чуваши Казанского Заволжья. — Казань: типолит. ун-та, 1911. — 112+14 с. — (Отд. отт. из: Известия О-ва археологии, истории и этнографии. — 1911. — Т. 27).
- К этнографической карте Козьмодемьянского, Цивильского, Чебоксарского и Ядринского уездов: объясн. зап. — Казань: Типо-лит. Имп. ун-та, 1912. — С. 448—455. (Казан. ун-т / Изв. о-ва археологии, истории и этнографии. — Т. 28, Вып. 4-5).
- Религиозное состояние чуваш в XIX в. // Православный благовестник. 1913. № 19-21.
- Чувашский «Саламальник» // Вестник Оренбургского учебного округа. 1914. № 3.
- Программа для собирания сведений о чувашах // Уфимские епархиальные ведомости. 1916. № 20-21.
- Смысл мировой истории (Богословско-философск. трактат). — Уфа: электрич. губ. тип., 1916. — 51 с.
- К чувашам Уфимской губ. // Уфимская жизнь. 1917. 8 апреля.
- От Уфимского чувашского национального общества // Уфимская жизнь. 1917. 2 мая.
- Чăваш халăхĕ малалла кайĕ-ши, каймĕ-ши? (Может ли чувашский народ иметь будущее?) Уфа, 1917.
- Чăваш халăхĕн историйĕ (История чувашского народа). Казань, 1921.
- Наша родина. — Казань, 1921 (на чувашском языке; переиздана в 1929).
- Как поставить краеведение в школах и учительских организациях Башкирии?. — Уфа: Башнаркомпрос, 1925. — 31 с.
- Чуваши // Башкирский край. Уфа, 1928. С. 8-9, 134—136.
- К вопросу о построении курса истории чувашской литературы (по поводу книжки Н. Васильева «Краткий очерк истории чувашской литературы»). — Казань: Татполиграф, 1931. — 8 с.
- Сельское хозяйство Татарской АССР. — Казань, 1932;
- Татарская АССР. — Казань, 1932.
- Гурий Комиссаров — краевед и просветитель. Уфа, 1999.
- О чувашах. Исследования, воспоминания, дневники, письма. Чебоксары, 2003.
- Собрание сочинений. Труды по истории чувашского народа. Книга первая.- Чебоксары: «Новое время», 2013.-246 с.: ил..
- Перевёл на чувашский язык книги Г. Бичер-Стоу «Хижина дяди Тома», Н. К. Лебедева «Один среди дикарей», «Жизнь и путешествия Миклухо-Маклая» (1935).